# Fédération américaine d'équitation
La Fédération américaine d'équitation, en anglais United States Equestrian Federation (USEF ou US Equestrian), est l'organe national chargé de gérer et de promouvoir la pratique de l'équitation aux États-Unis. 
Elle a été fondée en 1917. Elle est présidée par David O'Connor. Elle est basée à Lexington.
Le trésorier est Bill Hughes.

## Cavaliers américains
- Edmund Coffin (né en 1955), champion olympique
- Beezie Madden
- David O'Connor (né en 1962), champion olympique et président de la fédération (2004-2012)
- Chrystine Tauber, actuelle président de la fédération (depuis 2012)

## Identité visuelle

Ancien logo.
Logo actuel.